# Atelier Jaeger

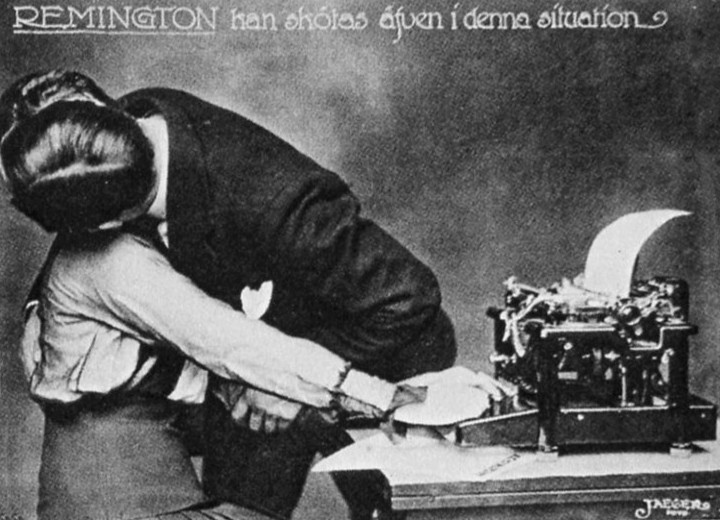
Reklamní fotografie na psací stroj Remington z roku 1916: „S Remingtonem se dá zacházet i v této situaci“.

Atelier Jaeger, později také Hofatelier Jaeger, bylo fotografické studio ve Stockholmu, které založil v roce 1858 dvorní fotograf Johannes Jaeger.

## Historie
Johannes Jaeger byl úspěšný fotograf, který se v roce 1863 přestěhoval z Berlína do Stockholmu, aby se věnoval profesionální fotografii. V roce 1865 byl jmenován fotografem královského dvora. Společnost byla založena pod názvem Atelier Jaeger v Německu již v roce 1858. V souvislosti s přesunem ze Stockholmu zpět do Německa v roce 1890 prodal Johannes Jaeger svou společnost za 60 000 korun svému zaměstnanci Valentinu Wolfensteinovi. Studio pak zaměstnávalo asi 30 lidí.
Poté, co Wolfenstein opustil společnost v roce 1905, se majitelem stal Albin Roosval a zároveň jako hlavní fotograf začínal Herrman Sylwander. Ten převzal celý podnik v roce 1908 a provozoval jej až do své smrti v roce 1948. Právě pod Sylwanderem se studio zaměřilo na portrétní fotografii. Časem se z firmy stalo přední společenské studio ve Stockholmu. Sylwander také přispěl k tomu, že se firma stala průkopníkem v reklamní fotografii.
Jméno Jaeger si různí majitelé udržovali až do roku 1970, kdy odešel do důchodu dvorní fotograf Herman Bergne. Umělecké nakladatelství Axel Eliasson (Axel Eliassons Konstförlag) mělo práva na reprodukci fotografií ateliéru z královské rodiny a portrétů slavných osobností. Městské muzeum ve Stockholmu má z ateliéru velkou sbírku negativů a kopií vytvořených během různých časových období.
Ve svých 57. letech a na vrcholu své kariéry, opustil Jaeger Stockholm a vrátil se do Německa, kde zkoušel založit kariéru novou, ale neuspěl. Stála proti němu nová a mladá generace fotografů. Říká se, že zemřel v chudobě v Berlíně ve věku 75 let.

## Vybrané portréty

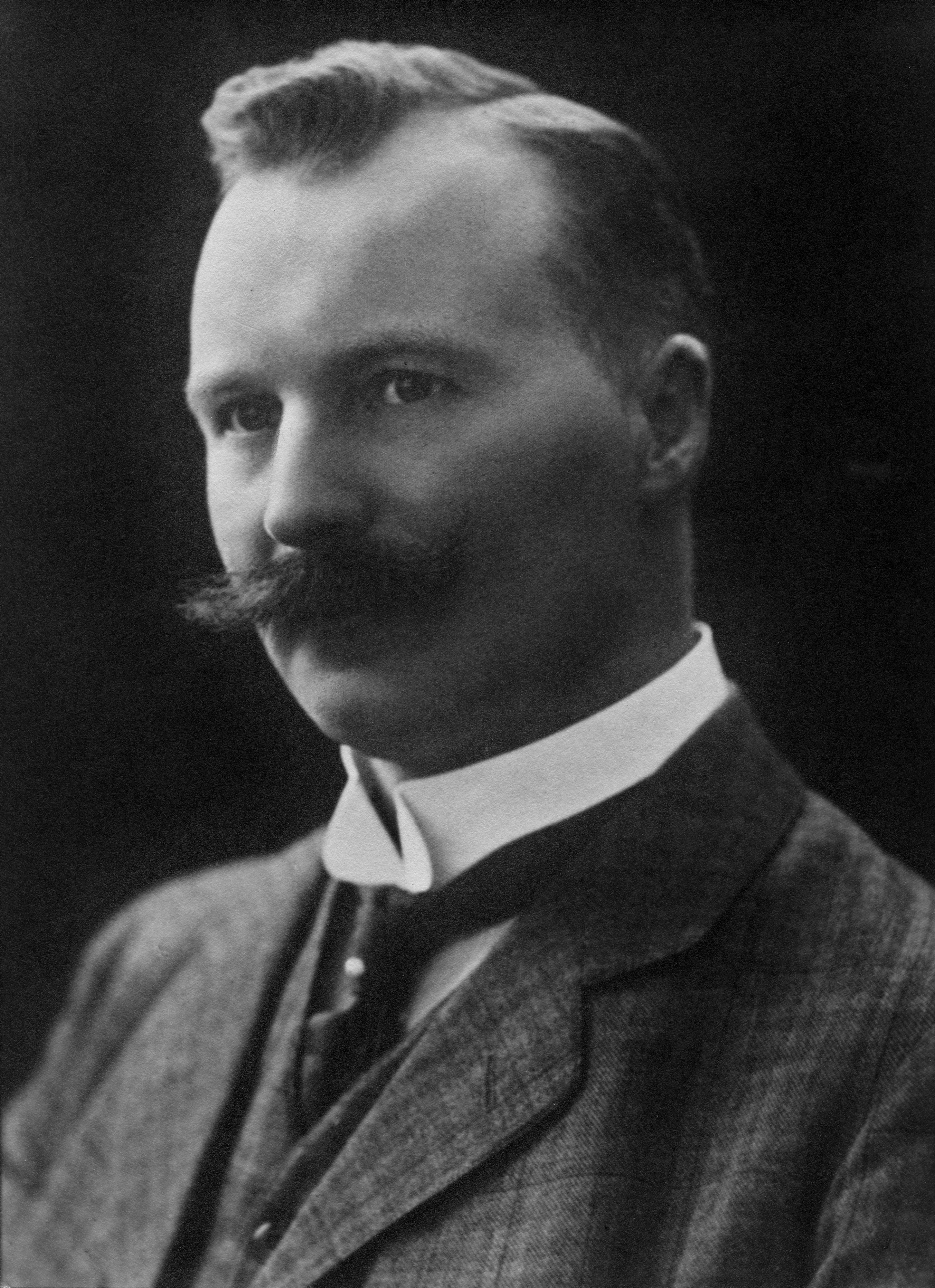
Švédský chemik Nils Gustaf Dalén, nositel Nobelovy ceny 1895
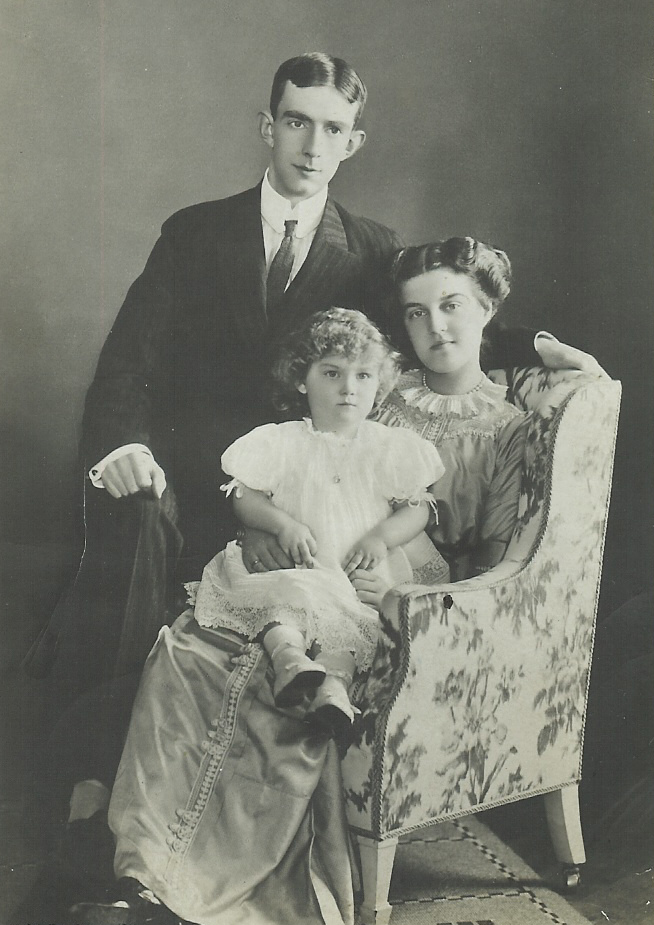
Princ Wilhelm s rodinou, 1911
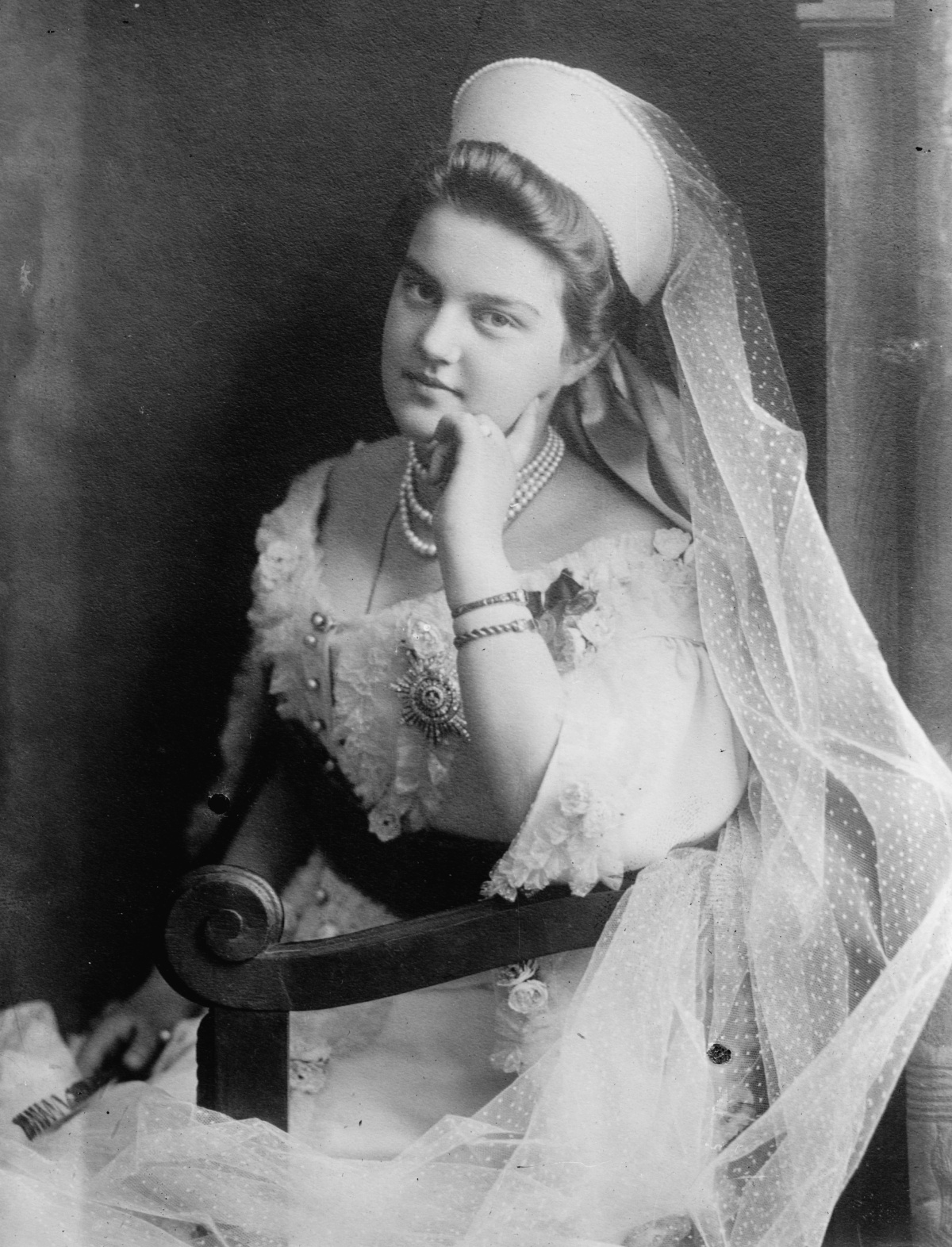
Princezna Mary, 1910–1915
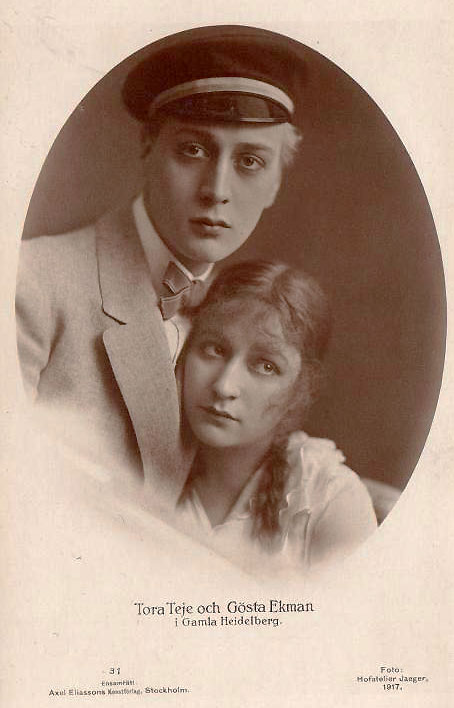
Gösta Ekman starší a Tora Teje, 1917
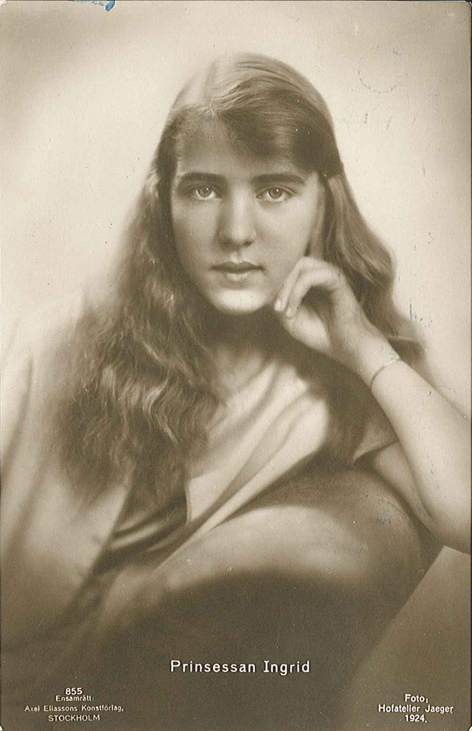
Princezna Ingrid, 1924
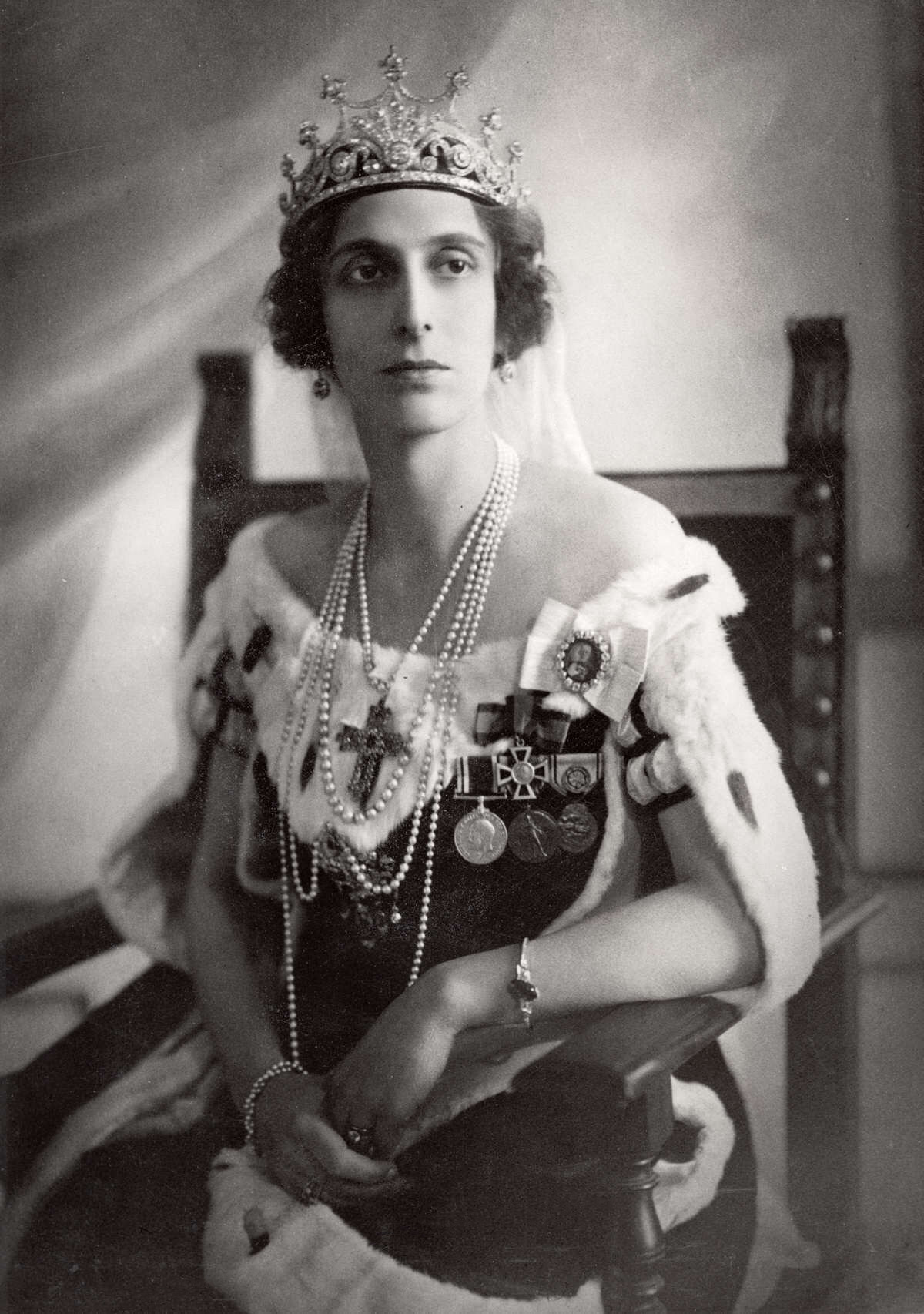
Královna Louise, 1925
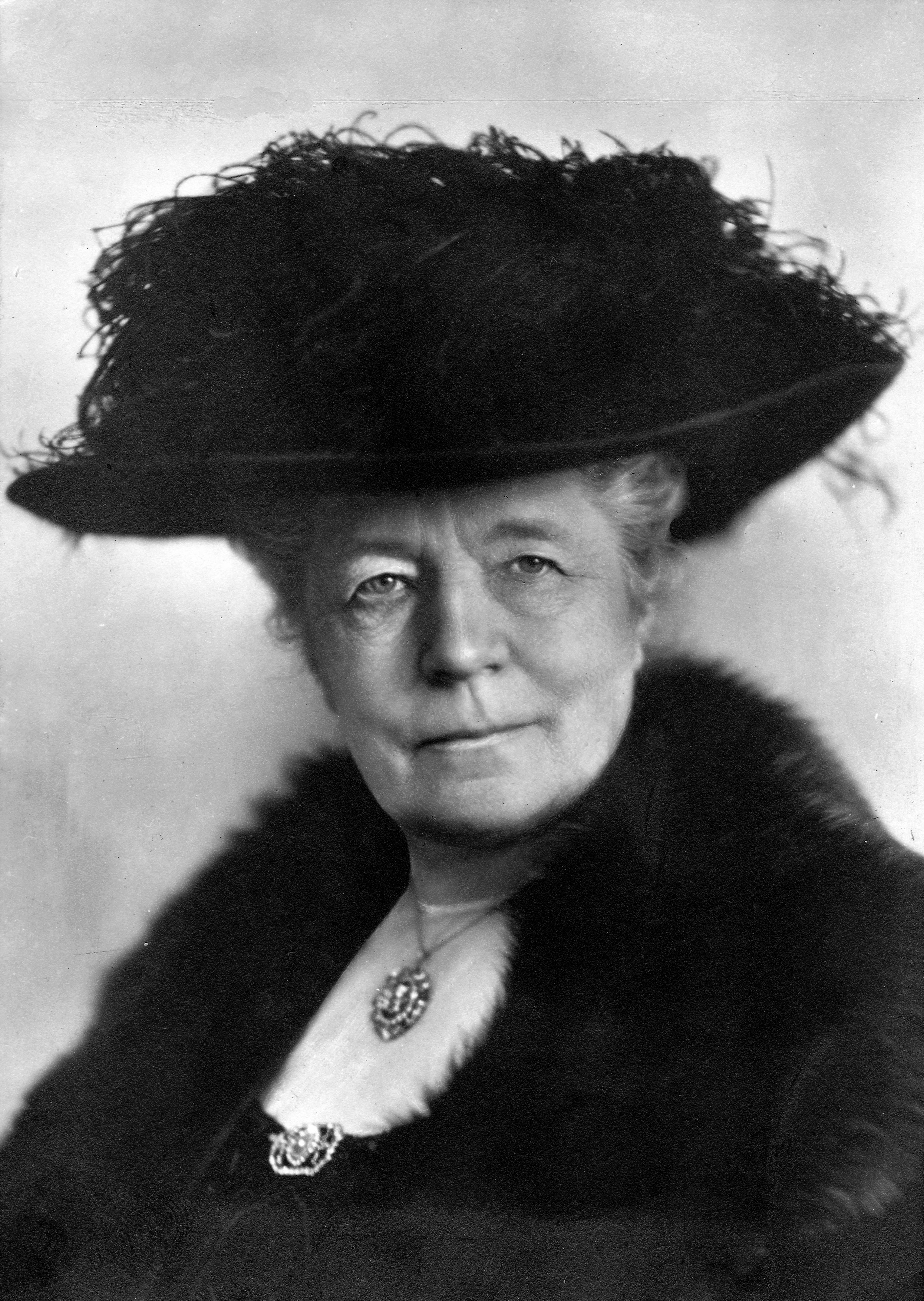
Švédská spisovatelka Selma Lagerlöfová, nositelka Nobelovy ceny, 1928
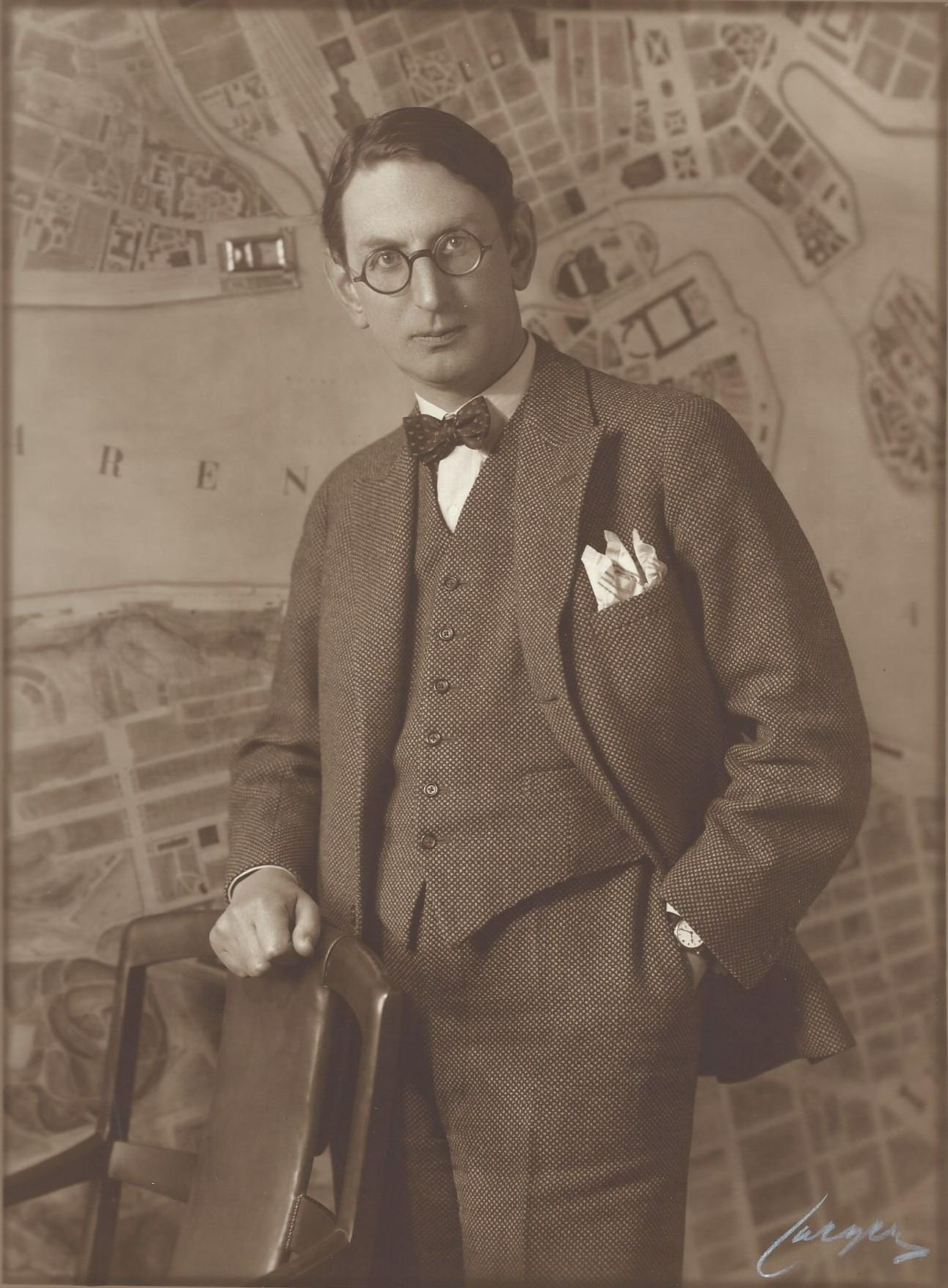
Yngve Larsson, 1931
Christian Schröder a Inga Berentz ve hře Princ Burgundský v divadle Oscars, 1912
Doris Nelson
Ebon Strandin, tanečnice
Elis Ellis, 1905

## Vybraní fotografové v ateliéru Jaeger
- Johannes Jaeger
- Valentin Wolfenstein
- Albin Roosval
- Herrman Sylwander
- Herman Bergne
- Arne Wahlberg
- Carl Hjalmar Leverin